# آدام سترايث
ادام سترايث (11 سبتمبر 1990 بفيكتوريا في كندا - ) هو لاعب كرة قدم كندي في مركزي الهجوم والدفاع. شارك مع منتخب كندا تحت 17 سنة لكرة القدم ومنتخب كندا تحت 20 سنة لكرة القدم ومنتخب كندا لكرة القدم. أما مع النوادي، فقد لعب مع إنيرجي كوتبوس وشتوتغارت كيكرز وفيهين فيسبادن ونادي ساربروكن ونادي فريدريكستاد وVancouver Whitecaps FC Residency ‏ وفانكوفر وايتكابس (نادي كرة قدم) وNorth York Astros ‏.

## روابط خارجية
- ادام سترايث على موقع قاعدة بيانات كرة القدم.إي يو (الإنجليزية)
- ادام سترايث على موقع ناشيونال فوتبول تيمز (الإنجليزية)
- ادام سترايث على موقع Soccerway.com (الإنجليزية)
- ادام سترايث على موقع عالم كرة القدم.نت (الإنجليزية)